# Kåkinds kontrakt
Kåkinds kontrakt var ett kontrakt i Skara stift inom Svenska kyrkan. Kontraktet upplöstes 1 januari 2017 och församlingarna överfördes då till Vadsbo kontrakt (Karlsborgs, Mölltorps, Breviks och Undenäs församlingar) och Billings kontrakt (övriga församlingar).
Kontraktskoden var 0308.

## Administrativ historik
Kontraktet omfattade från 1884
- Fågelås församling som 1902 delades upp i 
  - Norra Fågelås församling som 2006 uppgick i en återbildad Fågelås församling
  - Södra Fågelås församling som 2006 uppgick i en återbildad Fågelås församling
- Hjo stadsförsamling som 1989 uppgick i Hjo församling
- Hjo landsförsamling som 1989 uppgick i Hjo församling
- Fröjereds församling som 1995 överfördes till Hökensås kontrakt
- Korsberga församling som 2010 uppgick i Korsberga-Fridene församling
- Fridene församling som 2010 uppgick i Korsberga-Fridene församling
- Kyrkefalla församling från 1947 benämnd Tibro församling
- Daretorps församling som 1995 överfördes till Hökensås kontrakt
- Velinga församling som 1995 överfördes till Hökensås kontrakt
- Brandstorps församling som 1995 överfördes till Hökensås kontrakt
- Acklinga församling som 1995 överfördes till Hökensås kontrakt
- Agnetorps församling 1992 uppgick i Tidaholms församling
- Baltaks församling som 1995 överfördes till Hökensås kontrakt
- Tidaholms församling som 1995 överfördes till Hökensås kontrakt
- Grevbäcks församling som 2002 uppgick i Hjo församling
- Breviks församling
- Värsås församling som 1962 överfördes till Billings kontrakt
- Varola församling som 1962 överfördes till Billings kontrakt
- Ljunghems församling som 1962 överfördes till Billings kontrakt
- Edåsa församling som 1962 överfördes till Billings kontrakt
- Mofalla församling som 1962 överfördes till Billings för att 1974 återföras hit
- Härja församling som 1962 tillfördes från Redvägs kontrakt och 1995 överfördes till Hökensås kontrakt
- Karlsborgs församling som 1962 tillfördes från Södra Vadsbo kontrakt
- Ransbergs församling som 1962 tillfördes från Södra Vadsbo kontrakt
- Mölltorps församling som 1962 tillfördes från Södra Vadsbo kontrakt

1995 tillfördes från Vadsbo kontrakt
- Undenäs församling